# Ивайтёнская волость
Ивайтёнская волость — административно-территориальная единица в составе Мглинского (с 1918 — Почепского) уезда.
Административный центр — село Ивайтёнки (ныне — Старые Ивайтёнки).

## История
Волость образована в ходе реформы 1861 года.
В апреле 1924 года Ивайтёнская волость была упразднена, а её территория присоединена к Старосельской волости.
Ныне вся территория бывшей Ивайтёнской волости входит в состав Унечского района Брянской области.

## Административное деление
В 1919 году в состав Ивайтёнской волости входили следующие сельсоветы: Бородинский, Борознинский, Вязовский, Вяльковский, Горянский, Гудовский, Жуковский, Ивайтёнский, Ивайтёнский (хут.), Новозадубенский, Плевкинский, Рассухский (пос.), Рассухский (хут.), Спиридоновский (хут.), Старозадубенский.